# Elisabeth Geertruida Wassenbergh
Elisabeth Geertruida Wassenbergh (Groningen, 1729 - Groningen, 1781) fou una pintora neerlandesa.

## Biografia

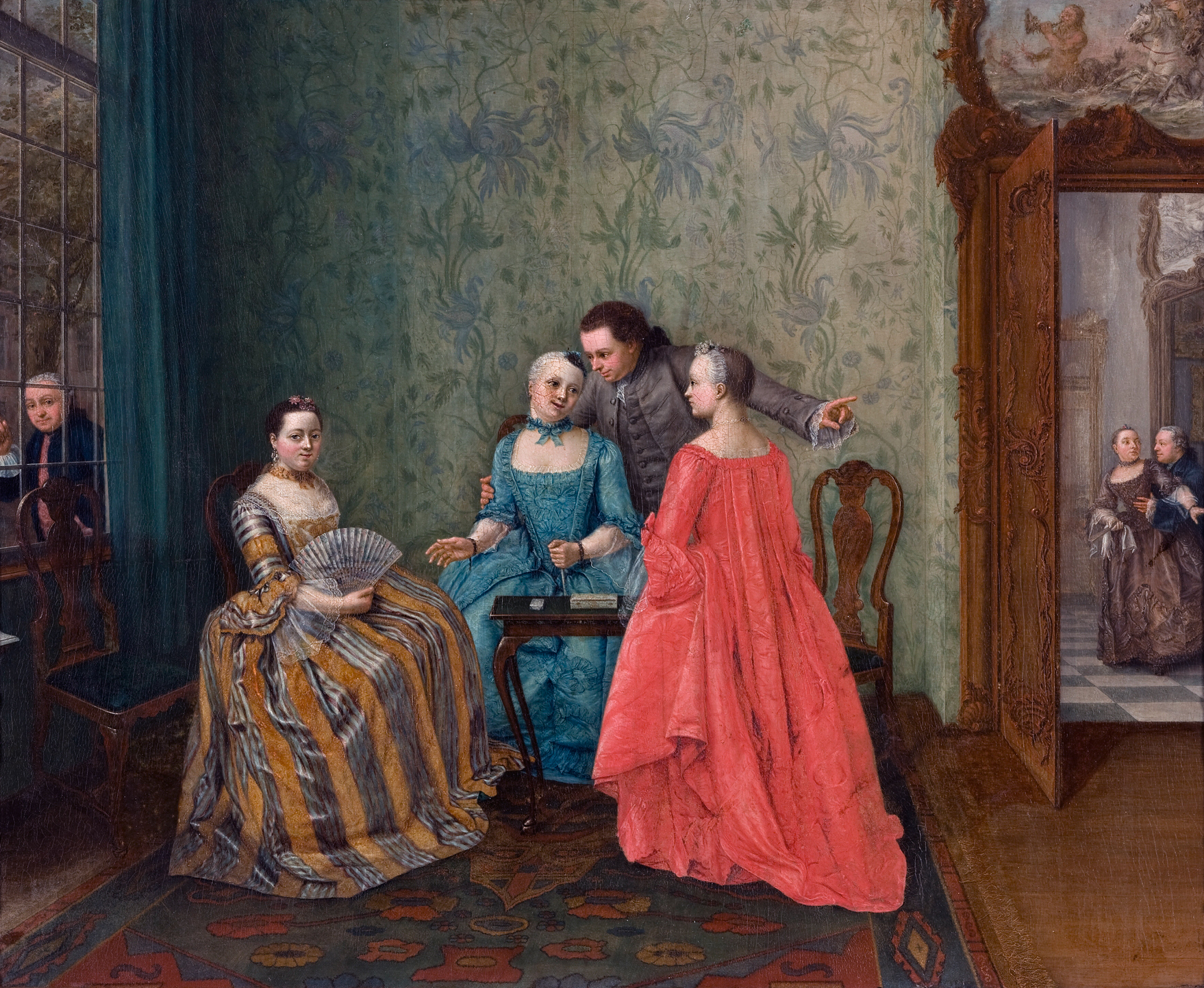
Una companyia elegant, c.1756.

Segons Jan van Gool, va seguir els passos del seu pare Jan Abel Wassenbergh en l'art de la pintura, mentre la seva germana es dedicava a brodar fruita i flors.
D'acord amb el Rijksbureau voor Kunsthistorische Documentatie, va ser la filla de Jan Abel Wassenbergh. Ella va ser coneguda per les seves miniatures i obres de gènere.
Un autoretrat datat el 1754, va ser comprat pel marit d'una reneboda en una subhasta de l'any 1800.